# Крангу (Констанца)
Крангу (рум. Crângu) насеље је у Румунији у округу Констанца у општини Јон Корвин. Oпштина се налази на надморској висини од 153 m.

## Становништво
Према подацима из 2002. године у насељу је живело 142 становника, од којих су сви румунске националности.